# A5 (vej)
A5 er en af hovedvejene i Storbritannien. Den går fra London til Holyhead i Wales. Langs store dele af ruten følger den den romerske vej Watling Street.
Vejen blev anlagt af ingeniøren Thomas Telford, og langs store strækninger i Wales ligger den i stor grad som den oprindelig blev konstrueret. Flere af toldboderne langs vejen er bevaret på denne strækning. Formålet med vejen var at gøre det muligt for hestekøretøjer at fragte post mellem London og Holyhead, og derfra videre til Irland. På grund af dette er den anlagt så at den ikke noget sted har stigninger på mere end 5 %.

## Rute
Vejen starter ved Marble Arch i London, og går nordvestover på Edgware Road. Den mister navnet A5 i nærheden af Edgware, og fortsætter som A5183 til kryds 9 syd for Luton på M1, hvor den igen får navnet A5. På denne strækning passerer den Elstree, Borehamwood, Radlett, St. Albans og Redbourn.
Vejen går så gennem Dunstable, Milton Keynes og Towcester, fordi Rugby og Hinckley og så gennem Tamworth.
Efter Brownhills krydser den motorvejen M6 og fortsætter så via Cannock til Telford, en by som for øvrigt har navn efter Thomas Telford. Derfra har den en kort strækning motorvejstandard og hedder M54.
Den passerer så Shrewsbury, Nesscliffe og Oswestry, og går ind i Wales lige vest for Chirk. I Wales går den gennem Corwen, Llangollen og Betws-y-Coed, så op gennem Capel Curig hvor den når sin maksimale højde på 312 moh.
Vejen går så ned igen mellem bjergene i Snowdonia, forbi Bethesda og Bangor. Den krydser Menaistredet på Menai Suspension Bridge nær Bangor, og går så ind på Anglesey parallelt med A55 ind til Holyhead. Den slutter der ved Admiralty Arch, et monument tegnet af Thomas Harrison til minde om kong George 4.s besøg under en rejse til Irland.
Dele af A5 er blevet sidevej, eftersom motorvejene M1, M54 og M6 er blevet anlagt som en mere direkte rute. I Wales er det også almindeligt at vælge A55 for at slippe for at køre bjergruten gennem Snowdonia, og i stedet tage den nemmere vej gennem Cheshire Gap og så langs kysten.
52°41′04″N 2°04′27″V / 52.6845°N 2.0743°V